# Пункт упрощённого пропуска
Пункт упрощённого пропуска (ПУП) через государственную границу Российской Федерации —  пункт пропуска через государственную границу, в котором может проводиться лишь иммиграционный (паспортный), или иммиграционный и таможенный контроль. На таких пунктах не проводятся ветеринарный, фитосанитарный и другие виды контроля, соответственно ввоз/вывоз животных (растений) через них невозможен.
Во многих случаях ПУП является двухсторонним (ДАПП — двухсторонний автомобильный пункт пропуска), то есть через него возможен пропуск только лиц, являющихся гражданами России и сопредельной стороны, но не третьего государства.
В других случаях пропуск через конкретный ПУП разрешается не просто россиянам и гражданам сопредельного государства, а зарегистрированным только в близлежащей местности, либо и вовсе лишь состоящих в особых списках лиц, кому разрешено пересечение границы в этом месте.
Таким образом, вопреки наименованию, проход через ПУП обычному путешественнику не только не упрощён, а иногда предельно затруднён многочисленными условностями, которые могут быть не объявлены публично.
ПУП в некоторых случаях создаются межгосударственными договоренностями именно в этом качестве, таковы например пара десятков ПУП на российско-финляндской границе. В других случаях созданный изначально многосторонний автомобильный пункт пропуска (МАПП) объявляется нерентабельным и преобразуется в ПУП с сокращением инфраструктуры и финансирования, так происходит с некоторыми переходами на белорусско-литовской границе. В третьих случаях наблюдается обратный процесс — созданный изначально ПУП развивается и превращается в МАПП, так произошло, например, с переходами Суоперя и Светогорск на российско-финляндской границе.
На 2008 год из 421 пункта пропуска через границу РФ 44 были упрощёнными.